# Бызовец (Монтанская область)
Бызовец (болг. Бъзовец) — село в Болгарии. Находится в Монтанской области, входит в общину Вылчедрым. Население составляет 146 человек.

## Политическая ситуация
Бызовец подчиняется непосредственно общине и не имеет своего кмета.
Кмет (мэр) общины Вылчедрым — Иван Христов Барзин (Земледельческий союз Александра Стамболийского (ЗСАС)) по результатам выборов.